# Rockin' the Rhein with the Grateful Dead
Rockin' the Rhein with the Grateful Dead je koncertní trojalbum skupiny Grateful Dead, vydané 25. května 2004 u Rhino Records. Album vzniklo při koncertu 24. dubna 1972 v Düsseldorfu.

## Seznam skladeb
| Disk 1 | Disk 1                   | Disk 1                     | Disk 1 |
| Pořadí | Název                    | Autor                      | Délka  |
| ------ | ------------------------ | -------------------------- | ------ |
| 1.     | Truckin'                 | Garcia, Hunter, Lesh, Weir | 11:04  |
| 2.     | Tennessee Jed            | Garcia, Hunter             | 8:07   |
| 3.     | Chinatown Shuffle        | McKernan                   | 3:06   |
| 4.     | Black-Throated Wind      | Barlow, Weir               | 6:51   |
| 5.     | China Cat Sunflower      | Garcia, Hunter             | 6:06   |
| 6.     | I Know You Rider         | traditional                | 6:19   |
| 7.     | Mr. Charlie              | Hunter, McKernan           | 4:16   |
| 8.     | Beat It on Down the Line | Fuller                     | 3:21   |
| 9.     | Loser                    | Garcia, Hunter             | 7:34   |
| 10.    | Playing in the Band      | Mickey Hart, Weir, Hunter  | 11:23  |
| 11.    | Next Time You See Me     | Forest, Harvey             | 4:37   |
| 12.    | Me and Bobby McGee       | Foster, Kristofferson      | 6:10   |

| Disk 2 | Disk 2                                | Disk 2         | Disk 2 |
| Pořadí | Název                                 | Autor          | Délka  |
| ------ | ------------------------------------- | -------------- | ------ |
| 1.     | Good Lovin'                           | Clark, Resnick | 18:39  |
| 2.     | Casey Jones                           | Garcia, Hunter | 6:15   |
| 3.     | He's Gone                             | Garcia, Hunter | 10:31  |
| 4.     | Hurts Me Too                          | James, Sehorn  | 8:36   |
| 5.     | El Paso                               | Robbins        | 4:44   |
| 6.     | Turn on Your Love Light               | Malone, Scott  | 12:04  |
| 7.     | The Stranger (Two Souls in Communion) | McKernan       | 8:23   |

| Disk 3 | Disk 3                          | Disk 3                | Disk 3 |
| Pořadí | Název                           | Autor                 | Délka  |
| ------ | ------------------------------- | --------------------- | ------ |
| 1.     | Dark Star                       | Grateful Dead, Hunter | 25:46  |
| 2.     | Me and My Uncle                 | Phillips              | 3:22   |
| 3.     | Dark Star                       | Grateful Dead, Hunter | 14:53  |
| 4.     | Wharf Rat                       | Garcia, Hunter        | 8:58   |
| 5.     | Sugar Magnolia                  | Hunter, Weir          | 8:03   |
| 6.     | Not Fade Away                   | Holly, Petty          | 3:17   |
| 7.     | Goin' Down the Road Feeling Bad | traditional           | 6:31   |
| 8.     | Not Fade Away                   | Holly, Petty          | 3:01   |
| 9.     | One More Saturday Night         | Weir                  | 4:49   |

## Sestava
- Jerry Garcia - sólová kytara, zpěv
- Bob Weir - rytmická kytara, zpěv
- Phil Lesh - basová kytara, zpěv
- Ron „Pigpen“ McKernan - varhany, harmonika, perkuse, zpěv
- Bill Kreutzmann - bicí
- Donna Jean Godchaux - zpěv
- Keith Godchaux - piáno